# Universo constructible
En teoría de conjuntos, el universo constructible, también denominado jerarquía constructible o universo constructible de Gödel y que se denota por L, es una clase de conjuntos que pueden ser descritos en términos de «conjuntos más simples», los llamados conjuntos constructibles. 
La noción de conjunto constructible se define de forma recursiva, dividiendo el proceso en pasos numerados por números ordinales. Los conjuntos constructibles en el paso α se denominan Lα. Un conjunto constructible del paso siguiente, Lα+1, se define como un subconjunto de algún conjunto en Lα definido por una fórmula de primer orden.
El universo constructible es un modelo de la teoría de conjuntos estándar ZF en el que tanto el axioma de elección como la hipótesis del continuo generalizada son ciertos, probando que ambas proposiciones son consistentes con dicha teoría. Sin embargo, el axioma de constructibilidad, que afirma que todo conjunto es constructible, es independiente de los axiomas de ZF.